# ФК Шангај Шенхуа
Фудбалски клуб Шангај Шенхуа (кин: 上海申花足球俱乐部) кинески је фудбалски клуб из Шангаја. Такмичи се у Суперлиги Кине, а домаће утакмице игра на стадиону Хунгкоу.
Од 2014. до 2021. клуб је носио име Шангај Гринленд Шенхуа.

## Успеси
- Суперлига Кине: 1961, 1962, 1995, 2003.[а]
- Куп Кине: 1956, 1991, 1998, 2017, 2019.
- Суперкуп Кине: 1995, 1998, 2001.